# With III
『with III』（ウィズ スリー）は、谷村有美の3枚目のベスト・アルバム。1998年12月12日にSony Recordsから発売された。

## 概要
- 全14曲から構成されるベスト・アルバムは19thシングル「あしたの私に会いたくて」から25thシングル「虹のふもとで」までのシングル7曲と、3枚のアルバム『幸福の場所』『圧倒的に片想い』『Daybreak』から合計6曲を選曲。
- 13曲目「Our days」は書き下ろし楽曲。
- ピクチャー・レーベルCD仕様。
- 本作を最後に活動休止した。

## 収録曲
| 全作詞・作曲: 谷村有美（except12 作詞：井上睦都実）。 |                            |                                         |                                         |            |      |
| #                                                     | タイトル                   | 作詞                                    | 作曲・編曲                              | 編曲       | 時間 |
| 1.                                                    | 「せめてもの I LOVE YOU」  | 谷村有美（except12 作詞： 井上睦都実 ） | 谷村有美（except12 作詞： 井上睦都実 ） | 桜井鉄太郎 | 4:45 |
| 2.                                                    | 「FACE UP」                | 谷村有美（except12 作詞： 井上睦都実 ） | 谷村有美（except12 作詞： 井上睦都実 ） |            | 4:15 |
| 3.                                                    | 「恋に落ちた」             | 谷村有美（except12 作詞： 井上睦都実 ） | 谷村有美（except12 作詞： 井上睦都実 ） | 清水信之   | 5:33 |
| 4.                                                    | 「あしたの私に会いたくて」 | 谷村有美（except12 作詞： 井上睦都実 ） | 谷村有美（except12 作詞： 井上睦都実 ） | 清水信之   | 4:53 |
| 5.                                                    | 「何も聞かないで」         | 谷村有美（except12 作詞： 井上睦都実 ） | 谷村有美（except12 作詞： 井上睦都実 ） |            | 3:50 |
| 6.                                                    | 「MOON」                   | 谷村有美（except12 作詞： 井上睦都実 ） | 谷村有美（except12 作詞： 井上睦都実 ） |            | 5:12 |
| 7.                                                    | 「はじめの一歩」           | 谷村有美（except12 作詞： 井上睦都実 ） | 谷村有美（except12 作詞： 井上睦都実 ） | 清水信之   | 5:12 |
| 8.                                                    | 「逢いたくて」             | 谷村有美（except12 作詞： 井上睦都実 ） | 谷村有美（except12 作詞： 井上睦都実 ） |            | 5:10 |
| 9.                                                    | 「愛情と友情」             | 谷村有美（except12 作詞： 井上睦都実 ） | 谷村有美（except12 作詞： 井上睦都実 ） |            | 4:01 |
| 10.                                                   | 「圧倒的に片想い」         | 谷村有美（except12 作詞： 井上睦都実 ） | 谷村有美（except12 作詞： 井上睦都実 ） |            | 4:02 |
| 11.                                                   | 「信じるものに救われる」   | 谷村有美（except12 作詞： 井上睦都実 ） | 谷村有美（except12 作詞： 井上睦都実 ） | 清水信之   | 4:07 |
| 12.                                                   | 「虹のふもとで」           | 谷村有美（except12 作詞： 井上睦都実 ） | 谷村有美（except12 作詞： 井上睦都実 ） | 鈴木俊介   | 5:24 |
| 13.                                                   | 「Our days」               | 谷村有美（except12 作詞： 井上睦都実 ） | 谷村有美（except12 作詞： 井上睦都実 ） | 清水信之   | 4:30 |
| 14.                                                   | 「あなたに出逢えて」       | 谷村有美（except12 作詞： 井上睦都実 ） | 谷村有美（except12 作詞： 井上睦都実 ） | 前嶋康明   | 3:30 |
| 合計時間:                                             | 合計時間:                  | 合計時間:                               | 64:24                                   |            |      |